# Nycticorax olsoni
El martinete de Ascensión (Nycticorax olsoni) es una especie extinta de ave pelecaniforme de la familia de las ardeidas endémica de la isla Ascensión en el Atlántico sur.
El conocimiento sobre esta especie se ha adquirido a partir del estudio de fragmentos de huesos de seis especímenes encontrados en depósitos de guano y cuevas en Ascensión y descritos por Philip Ashmole, Kenneth Edwin Laurence Ryder Simmons, y William Richmond Postle Bourne en el 2003.
El martinete de Ascensión se extinguió en el siglo XVI. Su nombre científico conmemora a Storrs L. Olson.
Un posible registro de avistamiento del martinete de Ascensión se encuentra en el capítulo "D'une isle nommte I'Ascention" en el informe Les singularitez de la France antarctique  por André Thévet. Dado que Thévet hace referencia a un ave no voladora denominada Aponar en 1555, es posible que se estuviera refiriendo al martinete de Ascensión. La traducción al español del comentario de Thévet sobre el Aponar (a veces escrito Aponat o Aponard) es

En esta isla habita un cierto tipo de ave de gran tamaño que me han comentado se denominan Aponars; sus alas son pequeñas, y por lo tanto no pueden volar. Son grandes y altas como los herones, su vientre es blanco y su espalda negra como el carbón, su pico es como el de un cormorán; cuando se los matan chillan como marranos.

Se sabe que Thévet no es una referencia muy confiable y a veces inventaba animales o algunos detalles. El nombre aponard es también mencionado por Jacques Cartier, que lo utiliza para el alca gigante en un informe sobre una expedición al noroeste del Atlántico algunos años después. No ha sido posible encontrar huesos de alca gigante o especies similares en Ascensión; los mismos son algo pesados para ser los huesos de un ave, habiendo sido el alca gigante una gran especie no voladora adaptada para sumergirse y por lo tanto sus huesos se hubieran preservado mejor que los de un  Nycticorax. En vista de ello y la biogeografía, se puede afirmar con suma certeza que Thévet no puede haber visto la misma ave que Cartier encontró en el Gran Banco de Terranova.
Los informes de Cartier despertaron hacia 1550 un gran interés entre académicos franceses, y es muy posible que el propio Thévet los haya leído y que los mismos fueron su fuente para el nombre. Sin embargo es difícil saber si Thévet inventó su aponar en un intento por hacer más interesante su libro o si en cambio su testimonio es en realidad la descripción del Nycticorax. La descripción de Cartier es poco específica y casi con certeza Thévet todavía no había observado un great auk en 1558; su descripción puede tanto ser aplicable a dicha ave o a un Nycticorax, aunque algunos detalles tales como la comparación de los herones o su llamado parecen corresponder parecen ajustarse mejor al martinete de Ascensión que al alca gigante.